# Рашко
Рашко (пол. Raszko) — польский дворянский род.

### Происхождение
Предки Хомы, польского шляхтича, сотника Черниговского полка (вторая половина XVII в.).

### Описание герба
Упоминается герб Сас II на Красном Полотне, что делает крайне вероятным отношения рода к высшей аристократии и королевских семей.

### Представители рода
- Рашко, Хома (? - 1629 - 1660 - ран. 1671) — шляхтич, сотник Черниговского полка, наместник слободы.
- Рашко, Филон Хомыч (? - 1650 - пр. 1709) — сотник, черниговский полковой есаул, черниговский полковой обозный.
- Рашко, Елисей Филонович (?—1745) — полковой комиссар (1736—1737), есаул полковой черниговский (с 1737).
- Рашко, Матвей Филонович (? - 1718 - ран. 1740) — значковый товарищ Черниговского полка (1707 - 1725 -?). Принимал участие в походах под Белой Церковью.
- Рашко, Марко Матвеевич — сын значкового товарища, значковый товарищ Черниговского полка (1740 - 1767 - ?). Владел постоялым двором.
- Рашко, Иван Маркович (1759/1763—1788 - ?) — значковый товарищ Черниговского полка (1781).
- Рашко, Корней Захарович (? в. 1880 - 1955) — помещик, собственник имения в Семиполках (до 1928).
- Рашко, Григорий Корнеевич (1909—1945) — участник Финской и Второй Мировой войн, дважды награжден за восстановление телефонных линий под вражеским огнем.
- Рашко, Иван Григорьевич (1937) — политический деятель, начальник комбикормового цеха в селе Синява.